# Neocatapyrenium latzelii
Neocatapyrenium latzelii är en lavart som först beskrevs av Alexander Zahlbruckner, och fick sitt nu gällande namn av Breuss. Neocatapyrenium latzelii ingår i släktet Neocatapyrenium och familjen Verrucariaceae.   Inga underarter finns listade i Catalogue of Life.